# Pelluhue
Pelluhue ist eine Stadt und Gemeinde in der Provinz Cauquenes in der Región del Maule in Chile. Bei der Volkszählung im Jahr 2017 hatte sie 7951 Einwohner. Die Gemeinde erstreckt sich über eine Fläche von 371,4 km².

## Geschichte
Die Gemeinde Pelluhue wurde am 26. Oktober 1979 offiziell gegründet, als sie sich von Chanco trennte.
Am 27. Februar 2010 wurden Pelluhue und Curanipe durch ein Erdbeben der Stärke 8,8 und den damit verbundenen Tsunami teilweise zerstört. In der Gegend wurden Dutzende von Leichen gefunden und allein in Pelluhue wurden schätzungsweise 300 Häuser zerstört. Die Gemeinde Pelluhue liegt in der Nähe der Stadt Cobquecura, dem gemeldeten Epizentrum des Erdbebens.

## Bevölkerung
Laut der Volkszählung des Nationalen Statistikinstituts von 2002 hatte Pelluhue 6414 Einwohner (3408 Männer und 3006 Frauen). Von diesen lebten 3877 (60,4 %) in städtischen Gebieten und 2537 (39,6 %) auf dem Land. Die Bevölkerung wuchs zwischen den Volkszählungen 1992 und 2002 um 17,2 % (943 Personen). Im Jahr 2017 zählte man 7951 Personen.